# Femte kolerapandemin
Den femte kolerapandemin var en pandemi av kolera som ägde rum mellan år 1881 till 1896.  Den är känd som den femte av flera kolerapandemier som ägde rum i Asien och Europa under 1800- och 1900-talet, och den föregicks av den fjärde kolerapandemin. 
Pandemin började i Asien och spred sig därifrån till Afrika, Europa, Ryssland och Sydamerika. Det var den sista stora koleraepidemin i Europa och påverkade särskilt Tyskland, där den ledde till koleraupploppen 1893. 

## Historik
Koleran syntes nu efter den fjärde kolerapandemin en tid tillbakaträngd till sitt hemland Indien, då i början av 1880-talet Europa åter hotades genom epidemier bland pilgrimerna i Mekka och Médina samt genom sjukdomens uppträdande i nedre Egypten sommaren 1883. Den kom dock inte längre detta år trots den livliga trafiken genom Suezkanalen som öppnats 1869.
Men redan i juni månad 1884 visade det sig att koleran lyckats tränga fram till Europa. Denna epidemi antas ha blivit överförd till Toulon genom ett franskt krigsfartyg. Den uppnådde på några veckor sitt maximum i nyssnämnda stad, men spred sig småningom därifrån till Marseille och ett par närliggande städer samt längre fram på året till Paris och en del orter i Bretagne.
Från Frankrike kom sjukdomen till Italien, där Genua, Venezia, Neapel och Sicilien angreps sommaren 1884, samt vidare till Spanien, där epidemien härjade ganska svårt i slutet av 1884 och större delen av 1885.
Efter flera års uppehåll kom koleran utan känd orsak åter till Spanien 1890. Sedermera har sjukdomen två gånger, i allt mindre utbredning varje gång, åter hemsökt Europa, nämligen under större delen av 1890-talet, varvid bland annat en våldsam epidemi utbröt i Hamburg 1892, sannolikt ditförd från Ryssland, samt senast 1908–10. Bägge dessa gånger har koleran vandrat den gamla vägen från Indien över Afganistan och Persien till Kaspiska havet och därifrån vidare till Ryssland, inom vars område den sedan huvudsakligen hållit sig.